# Atletiek op de Paralympische Zomerspelen 2024 - 200 m vrouwen T12
De 200 meter voor vrouwen klasse T12 op de Paralympische Zomerspelen 2024 vond plaats op 6 september (series & halve finale) en 7 september (finale) in het Stade de France. Deze klasse is voor slechtziende atletes die over het algemeen enig restzicht hebben, het vermogen om de vorm van een hand op een afstand van 2 meter te herkennen en het vermogen om helder waar te nemen zal niet meer dan 2/60 zijn. T12 atletes mogen samen met een gids lopen. De winnares van 2020 was Omara Durand uit Cuba, die in 2024 haar titel wist te prolongeren. Alejandra Paola Pérez López uit Venezuela behaalde het zilver en Simran Sharma uit India won de bronzen medaille.

## Records
Voorafgaand aan het toernooi waren dit de wereldrecords en Paralympische records.
| Wereldrecord        | Cuba Omara Durand | 23.02 | Tokio | 4 september 2020 |
| Paralympisch record | Cuba Omara Durand | 23.02 | Tokio | 4 september 2020 |

## Series
De winaars van de series kwalificeerden zich direct voor de halve finales. Van de overgebleven atletes kwalificeerden bovendien de snelste zich voor de halve finale. 

#### Serie 1
| Rang | Baan | Naam                                                      | Naam | Tijd  | Bijz. |
| ---- | ---- | --------------------------------------------------------- | ---- | ----- | ----- |
| 1    | 3    | Katrin Mueller-Rottgardt Noel-Phillippe Fiener (gids)     | GER  | 25.20 | Q, SB |
| 2    | 5    | Anna Kulinich-Sorokina Ilia Goncharov (gids)              | NPA  | 25.97 | q, SB |
| 3    | 1    | Viviane Ferreira Soares Newton Viera de Almeida Jr (gids) | BRA  | 27.47 |       |
| 4    | 7    | Melissa Tillner Victor Duarte Adorno (gids)               | PAR  | 33.74 | SB    |

#### Serie 2
| Rang | Baan | Naam                                                        | Naam | Tijd  | Bijz. |
| ---- | ---- | ----------------------------------------------------------- | ---- | ----- | ----- |
| 1    | 5    | Omara Durand Yuniol Kindelan Vargas (gids)                  | CUB  | 24.78 | Q, SB |
| 2    | 7    | Oksana Boturchuk Mykyta Barbanov (gids)                     | UKR  | 25.44 | q, SB |
| 3    | 1    | Lorraine Gomes de Aguiar Fernando Martins Ribiero Jr (gids) | BRA  | 26.65 | q     |
| 4    | 3    | Nagore Folgado García Joan Varo Raga (gids)                 | ESP  | 26.74 |       |

#### Serie 3
| Rang | Baan | Naam                                                       | Naam | Tijd  | Bijz. |
| ---- | ---- | ---------------------------------------------------------- | ---- | ----- | ----- |
| 1    | 1    | Melani Bergés Gámez Sergio Diaz del Campo Velazquez (gids) | ESP  | 25.79 | Q, PB |
| 2    | 7    | Darlenys de la Cruz Fary Sterlin Mejia Nunez (gids)        | DOM  | 25.80 | q     |
| 3    | 5    | Shen Yaqin Li Wen (gids)                                   | CHN  | 27.27 |       |
| 4    | 3    | Estere Nagoli Charles Luciano Phiri (gids)                 | MAW  | 32.11 | PB    |

#### Serie 4
| Rang | Baan | Naam                                                              | Naam | Tijd  | Bijz. |
| ---- | ---- | ----------------------------------------------------------------- | ---- | ----- | ----- |
| 1    | 1    | Hajar Safarzadeh                                                  | IRI  | 25.04 | Q, PB |
| 2    | 7    | Clara Daniele Barros da Silva Efaim Andrade (gids)                | BRA  | 26.31 | q     |
| 3    | 3    | Iida Lounela Henrik Lounela (gids)                                | FIN  | 28.33 |       |
| 4    | 5    | Heidilene Patricia Oliveira Jailson Manuel Duarte Oliviera (gids) | CPV  | 28.49 | SB    |

#### Serie 5
| Rang | Baan | Naam                                                                  | Naam | Tijd  | Bijz. |
| ---- | ---- | --------------------------------------------------------------------- | ---- | ----- | ----- |
| 1    | 1    | Simran Sharma Abhay Singh (gids)                                      | IND  | 25.41 | Q     |
| 2    | 7    | Alejandra Paola Pérez López Markinzon Dan Manzanilla Velazquez (gids) | VEN  | 25.94 | q, SB |
| 3    | 3    | Valentina Petrillo                                                    | ITA  | 25.95 | q, SB |

## Halve finales
De winaars van de series kwalificeerden zich direct voor de finale. Van de overgebleven atletes kwalificeerde bovendien de snelste zich voor de finale.

### Halve finale 1
| Rang | Baan | Naam                                                        | Naam | Tijd  | Bijz. |
| ---- | ---- | ----------------------------------------------------------- | ---- | ----- | ----- |
| 1    | 5    | Omara Durand Yuniol Kindelan Vargas (gids)                  | CUB  | 24.41 | Q SB  |
| 2    | 3    | Oksana Boturchuk Mykyta Barbanov (gids)                     | UKR  | 25.46 |       |
| 3    | 7    | Darlenys de la Cruz Fary Sterlin Mejia Nunez (gids)         | DOM  | 25.58 |       |
| 4    | 1    | Lorraine Gomes de Aguiar Fernando Martins Ribiero Jr (gids) | BRA  | 26.55 |       |

### Halve finale 2
| Rang | Baan | Naam                                                       | Naam | Tijd  | Bijz. |
| ---- | ---- | ---------------------------------------------------------- | ---- | ----- | ----- |
| 1    | 7    | Alejandra Paola Pérez López                                | VEN  | 24.59 | Q PB  |
| 2    | 5    | Hajar Safarzadeh                                           | IRI  | 25.06 | q     |
| 3    | 3    | Melani Bergés Gámez Sergio Diaz del Campo Velazquez (gids) | ESP  | 25.43 | PB    |
| 4    | 1    | Clara Daniele Barros da Silva Efaim Andrade (gids)         | BRA  | 26.31 |       |

### Halve finale 3
| Rang | Baan | Naam                                                  | Naam | Tijd  | Bijz. |
| ---- | ---- | ----------------------------------------------------- | ---- | ----- | ----- |
| 1    | 5    | Simran Sharma Abhay Singh (gids)                      | IND  | 25.03 | Q     |
| 2    | 3    | Katrin Mueller-Rottgardt Noel-Phillippe Fiener (gids) | GER  | 25.15 | SB    |
| 3    | 7    | Valentina Petrillo                                    | ITA  | 25.92 | SB    |
| —    | 1    | Anna Kulinich-Sorokina Ilia Goncharov (gids)          | NPA  | DSQ   | R17.8 |

## Finale
| Rang   | Baan | Naam                                       | Naam | Tijd  | Bijz. |
| ------ | ---- | ------------------------------------------ | ---- | ----- | ----- |
| Goud   | 3    | Omara Durand Yuniol Kindelan Vargas (gids) | CUB  | 23.62 | SB    |
| Zilver | 5    | Alejandra Paola Pérez López                | VEN  | 24.19 | PB    |
| Brons  | 7    | Simran Sharma Abhay Singh (gids)           | IND  | 24.75 | PB    |
| 4      | 1    | Hajar Safarzadeh                           | IRI  | 24.91 | PB    |